# Aeroportul Attawapiskat
Aeroportul Attawapiskat (IATA: YAT, ICAO: CYAT) este un aeroport din Ontario, Canada.
Situat la o altitudine de 9 m, aeroportul dispune de o singură pistă. Este operat de Government of Ontario⁠(d).